# ナブコ
株式会社ナブコ（英: NABCO Ltd.）は、かつて存在した日本の機械メーカー。
2003年9月29日、帝人製機と持株会社方式で経営統合し、共同持株会社ナブテスコを設立した。2004年10月1日に帝人製機と共にナブテスコに吸収合併され完全統合した。

## 沿革

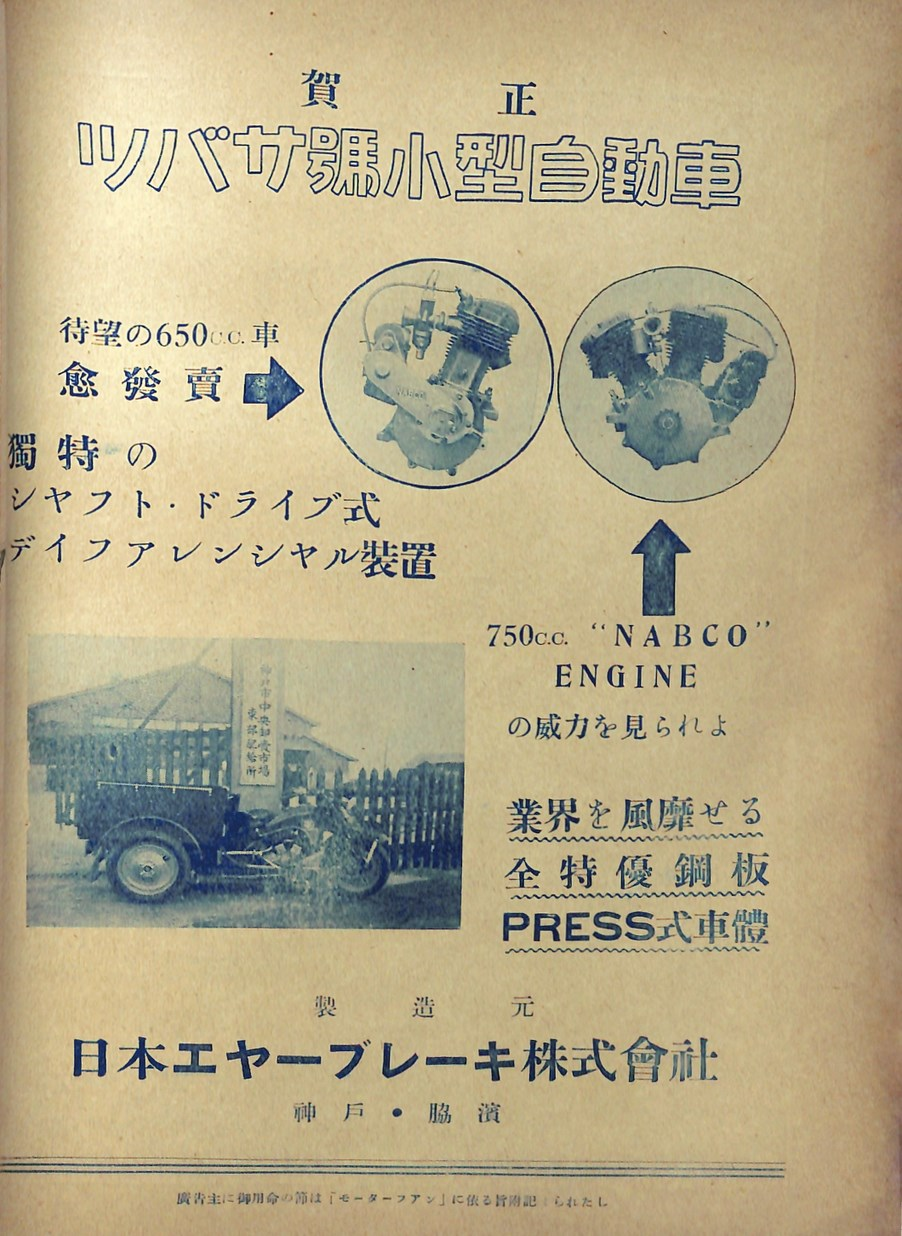
日本エヤーブレーキが製造販売していたオート三輪「ツバサ号」の雑誌広告（モーターファン 1934年1月15日号）

- 1924年（大正13年）9月4日 - 神戸製鋼所と米ウェスティングハウス・エア・ブレーキ（WABCO）社間で鉄道車両用エアブレーキに関する特許権実施契約が成立。
- 1925年（大正14年）3月5日 - 日本エヤーブレーキ株式会社設立、神戸市葺合区脇浜町（現中央区脇浜海岸通）の神戸製鋼所内で創業。以前からWABCO製空気ブレーキの導入に関わっていた発動機製造（現・ダイハツ工業）と東京瓦斯電気工業も資本参加している。[1]資本金30万円、従業員77名、取締役社長には元鉄道省札幌鉄道局長の島村鷹衛が就任。
「日本エヤーブレーキ株式会社発祥の地」の石碑がヤマダ電機テックランド神戸本店の敷地内に2005年3月5日に設置された。
- 1928年（昭和3年）7月 - 押田安之助技師が「A動作弁」を開発。
- 1929年（昭和4年）1月 - 鉄道省客車に「AVブレーキ装置」としてA動作弁が採用される。以後国鉄の客車・電車の標準ブレーキシステムとして広く使用される。
- 1931年（昭和6年）5月 - 発動機製造と共同生産でオート三輪「ツバサ号」の製造販売を開始（発動機製造は先行して製造していた自社の「ダイハツ号」を「ツバサ号」に車名変更した）[2]。
- 1933年（昭和8年）6月 - 発動機製造との技術提携を解消。発動機製造は車名を「ダイハツ号」に戻し、「ツバサ号」は自社で生産継続[2]。
- 1943年（昭和18年）12月27日 - 戦時中の英語規制に伴い、商号を日本制動機株式会社に変更。また、この年にオート三輪の生産を終了[2]。
- 1946年（昭和21年）6月29日 - 商号を日本エヤーブレーキ株式会社に戻す。
- 1949年（昭和24年）- 大阪証券取引所（現市場第一部）に上場。
- 1951年（昭和26年）- 戦争により中断状態となっていたWABCO社との技術導入契約を更新。
- 1953年（昭和28年）- 米ナショナル・ニューマティック社とドアエンジン・窓拭機の技術導入契約。
- 1985年（昭和60年）- 東京証券取引所（市場第一部）に上場。
- 1992年（平成4年）4月1日 - 商号を株式会社ナブコに変更。
- 2001年（平成13年）- 本社を神戸市西区高塚台へ移転。
- 2003年（平成15年）9月29日 - 帝人製機とともに、新設の純粋持株会社ナブテスコに株式移転し、経営統合。
- 2004年（平成16年）10月1日 - ナブテスコに合併。

## 鉄道車両用製品
鉄道車両用各種ブレーキ制御装置
- 自動空気ブレーキ
- 電磁直通ブレーキ（国鉄・私鉄向け各種）

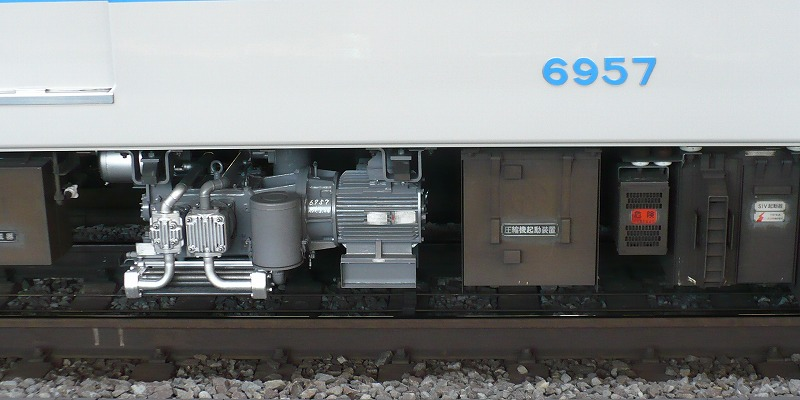
HS-20形空気圧縮機
(写真はHS-20-4形・西武6000系電車)

- 電気指令式ブレーキ（国鉄・私鉄向け各種・HRD・HRA形・HRDA形など）

空気圧縮機
- HS-20形　1983年（昭和58年）製品化、水平対向シリンダ方式で低騒音、低振動、小型軽量に優れたものである[3]。
- この空気圧縮機は相模鉄道・東急電鉄を皮切りに私鉄各社に採用される[3]。また、吐出量を2,000L/minから1,500L/min、1,000L/min、500mL/minに小容量化した製品もある[3]。

ブレーキ関連製品
- 空気圧縮機用除湿装置、制輪子（ナブコシュー）、ワイパー
- トレッドブレーキユニット[3]（ユニットブレーキ）

戸閉装置（ドアエンジン）
- 空気式戸閉装置
  - 座席下収納の異径複シリンダ形差動ラック式
  - ドア上部（鴨居部）収納の複動形ドアエンジン（DP形・東武鉄道・京王電鉄・東急電鉄向け車両など）
- 電気式戸閉装置（スクリュー軸駆動式）

フランス・フェベレィ社（Faiveley）との合弁でナブコ・フェブレィ社を設立して製造。JR東日本209系・E217系・E231系などに大量採用。
- 新幹線用戸閉装置、ドア押さえ装置[3]

その他
- フラット防止装置[3]
- 車内案内表示器[3]
- 自動幌装置[3]
- ホームドア、可動式ステップ